# مانوی چینی
مانوی چینی (چینی: 摩尼教; پین‌یین: Móníjiào; وید جایلز: Mo2-ni2 Chiao4; ت.ت. 'religion of Moni') دین نور یا دین روشنایی آیین مانوی در چین آست که در حال حاضر نیز در این کشور پیرو دارد. در طول دودمان تانگ به شهرت رسید و علیرغم آزار و اذیت‌های مکرر، مدت‌ها پس از ریشه کنی سایر اشکال مانوی در غرب در چین همچنان ادامه یافت.  کامل‌ترین مجموعه‌ای از نوشته‌های مانوی باقی‌مانده، زمانی قبل از قرن نهم به زبان چینی نوشته شده‌اند و در غارهای موگائو در میان دست‌نوشته‌های دون‌هوانگ یافت شده‌اند.